# IC 1413/1
IC 1413/1 је спирална галаксија у сазвијежђу Водолија која се налази на листи објеката дубоког неба у Индекс каталогу.
Деклинација објекта је - 3° 7' 29" а ректасцензија 21h 58m 25,3s. Привидна величина (магнитуда) објекта IC 1413 износи 15,7 а фотографска магнитуда 16,5.